# Автошлях B37 (Німеччина)
Федеральний автошлях 37 (B37, нім. Bundesstraße 37)  — федеральна дорога в Німеччині. Вона пролягає від Кайзерслаутерн-Фогельве розв'язки з B270 до Некарельца, де з’єднується з B27.

## Маршрут
Починаючи з землі Рейнланд-Пфальц у Кайзерслаутерні, B37 пролягає через Пфальцький ліс повз Гохшпаєр до Бад-Дюркгайма. Вона проходить там разом з B271 майже 2 км і через кілька кілометрів вливається у федеральну трасу 650.